# الدوري الأمريكي لكرة السلة للمحترفين 1963–64
الدوري الأمريكي لكرة السلة للمحترفين 1963–64 (بالإنجليزية: 1963–64 NBA season)‏ هو موسم من إن بي أي. أقيم خلال الفترة 16 أكتوبر 1963 وحتى 26 أبريل 1964، وأشرف على تنظيمه إن بي أي، وفاز فيه بوسطن سيلتكس.